# Спорт в Китае
Спорт в Китайской народной Республике — важная и востребованная часть национальной культуры. Китай обладает одной из старейших спортивных культур в мире. Помимо футбола, самыми популярными видами спорта в стране являются военные (боевые) искусства, пулевая стрельба, настольный теннис, спортивная гимнастика и прыжки на батуте, тяжёлая атлетика, бадминтон, лёгкая атлетика, плавание, шорт-трек, фигурное катание, конькобежный спорт, баскетбол, бильярд и другие. Все они преимущественно подразделяются на два направления: профессиональное и любительское.
Крупнейший издатель спортивной литературы в стране China Sports Publications Corporation выпускает множество спортивных книг, газет и журналов.
В Китае есть своё национальное многопрофильное мероприятие, проводящееся раз в 4 года и по структуре напоминающее Олимпийские игры — Национальные игры Китайской Народной Республики.
Китай лидировал в общекомандном зачёте по количеству золотых медалей (48) на домашних летних Олимпийских играх 2008 года в Пекине. Китай также принимал летние юношеские Олимпийские игры 2014 года. Пекин принимал зимние Олимпийские игры 2022 года, тем самым став третьим государством Азии (после Японии и Республики Корея), проводящим подобное мероприятие на своей территории.
Современные спортивные состязания появились в Китае в начале XX века, хотя первые соревнования в данной стране относятся ещё к временам ранней эпохи Чжоу.
Сотни различных стилей китайских военных искусств развились за прошлые две тысячи лет, известно также множество направлений, образованных на основе собственных методов и идей и связанных с различными религиозными течениями.
В июле 2002 года правительство Шанхая и ФИА подписали контракт на проведение этапа чемпионата мира по автогонкам в классе «Формула-1». Строительство международного автодрома Шанхая началось в 2003 году. Гран-при Китая проводился там ежегодно с 2004 по 2019 годы, Гран-при Китая 2019 года стал 1000-м этапом в истории Формулы-1. В 2020 году проведение этапа, первоначально запланированного на 19 апреля, было отложено на неопределённый срок из-за ситуации с пандемией COVID-19.

## Крупнейшие соревнования, которые проходили в Китае
- Летние Олимпийские игры: 2008
- Зимние Олимпийские игры: 2022
- Летние Азиатские игры: 1990, 2010, 2023
- Зимние Азиатские игры: 1996, 2007